# Solers
Solers – miejscowość i gmina we Francji, w regionie Île-de-France, w departamencie Sekwana i Marna.
Według danych na rok 1990 gminę zamieszkiwało 1099 osób, a gęstość zaludnienia wynosiła 175 osób/km² (wśród 1287 gmin regionu Île-de-France Solers plasuje się na 611. miejscu pod względem liczby ludności, natomiast pod względem powierzchni na miejscu 595.).
| Cimetière militaire de Solers |